# Serie A2 1996-1997 (pallanuoto maschile)
La Serie A2 1996-1997 è stata la 13ª edizione di questo torneo, che dal 1985 rappresenta il secondo livello del campionato italiano di pallanuoto maschile.

Civitavecchia e Canottieri Napoli hanno vinto i rispettivi gironi ed i Play-off e si sono garantite il ritorno nella massima serie.
Non ci sono state retrocessioni per allargamento dei quadri.

## Classifiche finali

### Girone Nord
|  |     | Girone Nord '97 | Pt | G  | V  | N | P  | GF  | GS  | DR  |
|  | --- | --------------- | -- | -- | -- | - | -- | --- | --- | --- |
|  | 1.  | Civitavecchia   | 26 | 18 | 12 | 3 | 4  | 246 | 194 | +52 |
|  | 2.  | Bogliasco       | 26 | 18 | 13 | 0 | 5  | 178 | 162 | +16 |
|  | 3.  | Torino '81      | 21 | 18 | 10 | 1 | 7  | 196 | 162 | +34 |
|  | 4.  | Cagliari        | 19 | 18 | 8  | 3 | 7  | 219 | 206 | +13 |
|  | 5.  | Bergamo         | 18 | 18 | 8  | 2 | 8  | 185 | 202 | -17 |
|  | 6.  | Modena          | 17 | 18 | 8  | 1 | 9  | 214 | 230 | +16 |
|  | 7.  | Imperia         | 15 | 18 | 7  | 1 | 10 | 180 | 196 | -16 |
|  | 8.  | Sori            | 13 | 18 | 6  | 1 | 11 | 177 | 195 | -18 |
|  | 9.  | Chiavari        | 13 | 18 | 5  | 3 | 10 | 159 | 191 | +32 |
|  | 10. | Lavagna '90     | 12 | 18 | 5  | 2 | 11 | 161 | 177 | -16 |
|  |     |                 |    |    |    |   |    |     |     |     |

### Girone Sud
|  |     | Girone Sud '97    | Pt | G  | V  | N | P  | GF  | GS  | DR  |
|  | --- | ----------------- | -- | -- | -- | - | -- | --- | --- | --- |
|  | 1.  | Canottieri Napoli | 34 | 18 | 17 | 0 | 1  | 221 | 129 | +92 |
|  | 2.  | Lazio             | 28 | 18 | 14 | 0 | 4  | 210 | 172 | +38 |
|  | 3.  | Salerno           | 23 | 18 | 11 | 1 | 6  | 186 | 161 | +25 |
|  | 4.  | Napoli            | 20 | 18 | 10 | 0 | 8  | 175 | 176 | -1  |
|  | 5.  | Fiamme Oro        | 19 | 18 | 9  | 1 | 8  | 194 | 180 | +14 |
|  | 6.  | Carabinieri       | 18 | 18 | 9  | 0 | 9  | 196 | 169 | +27 |
|  | 7.  | Telimar Palermo   | 18 | 18 | 9  | 0 | 9  | 173 | 169 | +4  |
|  | 8.  | CUS Palermo       | 11 | 18 | 5  | 1 | 12 | 174 | 204 | -30 |
|  | 9.  | Augustea          | 6  | 18 | 3  | 0 | 15 | 150 | 229 | -79 |
|  | 10. | Poseidon          | 3  | 18 | 1  | 1 | 16 | 147 | 237 | -90 |
|  |     |                   |    |    |    |   |    |     |     |     |

## Play Off
| Civitavecchia | 11-8; 16-11 | Lazio |
|               |             |       |

| Canottieri Napoli | 8-7; 9-7 | Bogliasco |
|                   |          |           |

## Verdetti
- Civitavecchia e Can. Napoli promosse in Serie A1